# Лица в толпе
«Лица в толпе» (англ.  Faces in the Crowd) — остросюжетный триллер режиссёра Жюльена Манья, главную роль в котором исполнила Милла Йовович. Премьера фильма прошла 16 сентября 2011 года на фестивале в Канаде, в США фильм вышел на DVD 25 октября 2011 года.

## Сюжет
Преподаватель начальной школы Анна Марчент живёт со своим парнем Брайсом. Иногда она встречается со своими лучшими подругами — Фрэнсин и Ниной — поболтать, выпить, потанцевать. Когда Анна идёт через мост на встречу с Брайсом, она случайно становится свидетельницей того, как серийный убийца совершает очередное преступление. Анна пытается убежать, но, преследуемая убийцей, падает с моста и ударяется головой. Очнувшись после недельной комы, она понимает, что больше никого не узнаёт. Сложная травма головы сделала её фактически беспомощной. Ей ставят диагноз прозопагнозия. Она совсем не запоминает лица людей, и, как только они исчезают из её поля зрения, они стираются из её памяти навсегда. Анна обращается к психотерапевту, которая учит её вспоминать людей по другим признакам, таким, как походка, движения тела, шрамы, детали одежды и т. д. Полицейский детектив Сэм Керрест неудачно пробует вынудить Анну вспомнить лицо серийного убийцы. Теперь маньяк знает, что Анна видела его лицо, но она не способна даже вспомнить Брайса и своих близких друзей.

## В ролях
- Милла Йовович — Анна Марчент
- Джулиан Макмэхон — детектив Сэм Керрест
- Дэвид Атракчи — детектив Эрик Лэньон
- Майкл Шэнкс — Брайс
- Дэвид Ингрэм — Брайс #2
- Энтони Лемке — Брайс #3
- Стивен Хусар — Брайс #4
- Адам Харингтон — Брайс #8
- Сара Уэйн Кэллис — Фрэнсин
- Кирстен Робек — Фрэнсин #3
- Марианна Фейтфулл — доктор Лэнгенкэмп
- Валентина Варгас — Нина
- Медина Хан — Нина #4
- Сандрин Холт — Нина #6
- Нельс Леннарсон — детектив Керрест #1
- Крис Калхум — детектив Керрест #2

## Съёмки
Съёмки фильма проходили в Виннипеге.